# イボンヌ・ベニシュ
イボンヌ・ベニシュ（Yvonne Bönisch、1980年12月29日 - ）は、ドイツの女性柔道家。ブランデンブルク州生まれ。2004年アテネオリンピック金メダリスト。身長168cm。

## 経歴
2002年のヨーロッパ選手権57㎏級で2位になった。2003年の世界選手権では決勝で北朝鮮のケー・スンヒに棄権負けして2位だった。2004年のアテネオリンピックでは初戦でオリンピックチャンピオンであるスペインのイサベル・フェルナンデスを技あり、3回戦で日本の日下部基栄を合技でそれぞれ破るなどして決勝まで進出すると、ケーに指導1で勝利を収めて、ドイツ女子選手として柔道競技で初の金メダルを獲得した。2005年の世界選手権では決勝でケーに内股で敗れた。なお、2008年のチベット動乱の暴動鎮圧に抗議し、北京オリンピックの開会式をボイコットした。北京オリンピックでは初戦で今大会優勝したイタリアのジュリア・クインタバレに技ありで敗れると、その後の敗者復活戦でもフランスのバルバラ・アレルに効果で敗れて9位にとどまった。引退後の2016年からはイスラエルナショナルチームのコーチとなった。2021年からはオーストリア柔道チームのヘッドコーチに就任することになった。

## 主な戦績
- 2001年 - チェコ国際　2位
- 2001年 - オランダ国際　3位
- 2001年 - 韓国国際　優勝
- 2002年 - ドイツ国際　3位
- 2002年 - ベルギー国際　2位
- 2002年 - ヨーロッパ選手権　2位
- 2003年 - ロシア国際　5位
- 2003年 - ドイツ国際　3位
- 2003年 - チェコ国際　優勝
- 2003年 - 世界選手権　2位
- 2004年 - ポーランド国際　優勝
- 2004年 - アテネオリンピック　優勝
- 2005年 - 世界選手権　2位
- 2006年 - ドイツ国際　3位
- 2006年 - ヨーロッパ選手権　7位
- 2007年 - フランス国際　3位
- 2007年 - ドイツ国際　2位
- 2007年 - ヨーロッパ選手権　2位
- 2007年 - 世界選手権　7位
- 2007年 - オランダ国際　優勝
- 2008年 - 北京オリンピック　9位

(出典)。